# Kalobatippus
Genre
Kalobatippus est un genre fossile d'équidés de la sous-famille fossile des Anchitheriinae, qui a vécu entre 24 et 19 millions d'années avant notre ère lors de la période du Miocène dans ce qui est aujourd'hui l'Amérique du Nord et plus particulièrement dans l'Ouest des États-Unis actuels.

## Description

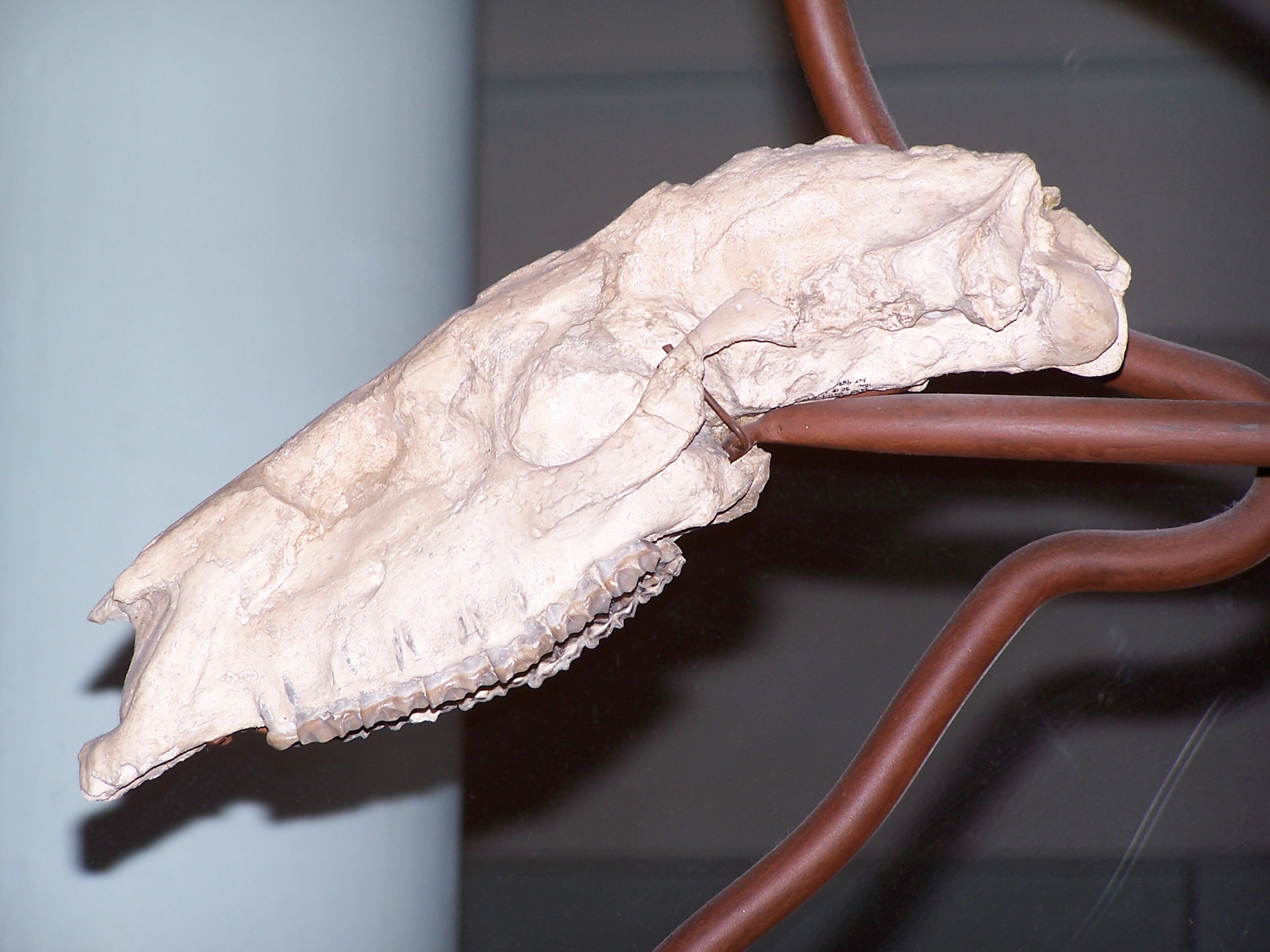
Crâne de Kalobatippus.

Kalobatippus a vécu en Amérique du Nord lors du Miocène, c'est un petit cheval devant pesé environ 130 kg ce qui est moins lourd qu'un poney Shetland. Les fossiles de cet animal ont été découverts à la fin du 19e siècle et au début du 20e siècle dans les États du Nebraska, du Wyoming, de l'Oregon et du Texas,. 
Son nom signifie "cheval qui marche sur échasses". Contrairement aux chevaux modernes, il possède encore plusieurs doigts à chaque jambe au lieu d'un sabot,. Ce serait le descendant d’Anchitherium et de Sinohippus.

## Liste des espèces
Selon Paleobiology Database (29 août 2024) :
- † Kalobatippus agatensis (Osborn, 1918)
- † Kalobatippus australis (Leidy, 1873)
- † Kalobatippus avus (Schlaikjer, 1935)
- † Kalobatippus praestans (Cope, 1879)

## Historique
Le nom valide complet (avec auteur) de ce taxon est Kalobatippus Osborn, 1915.